# Марк Целий (трибун)
Марк Целий (на латински: Marcus Caelius) е политик на Римската република през 2 век пр.н.е. Произлиза от плебейската фамилия Целии.
През 184 пр.н.е. той е народен трибун с колега Тиберий Семпроний Гракх, Марк Невий. Консули тази година са Публий Клавдий Пулхер и Луций Порций Лицин. Същата година се води съпротива против даването на триумф на Гней Манлий Вулзон, народният трибун Марк Невий обвинява и дава на съд Сципион Африкански, който също като Вулзон е кандидат за цензор. Двамата не са избрани за цензори.